# Volcán Planchón
El volcán Planchón es un volcán activo de 3.977 m s. n. m. de altitud, localizado en la frontera entre Argentina y Chile. Es del tipo estratovolcán. Originado en el Pleistoceno. Se encuentra administrativamente circunscrito, del lado chileno, en la Región del Maule, Provincia de Curicó, comuna de Romeral. En Argentina corresponde a la Provincia de Mendoza, Departamento Malargüe, Distrito Malargüe. Domina el paisaje del vecino Paso del Planchón y del nacimiento del río Teno (las Lagunas de Teno). 

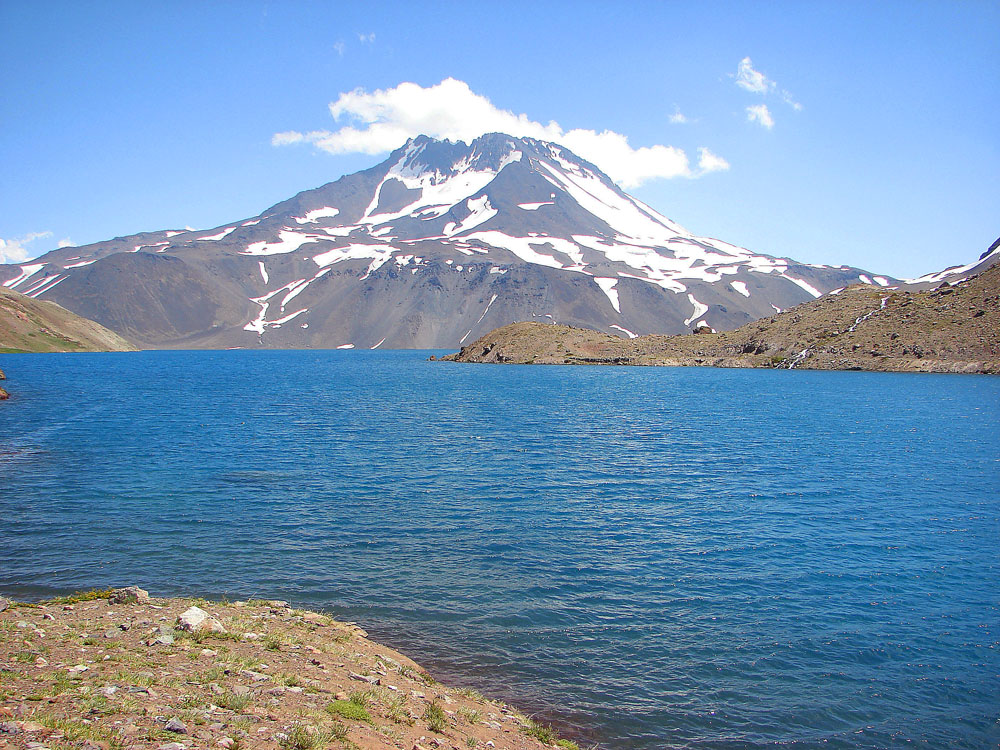
El Planchón y la Laguna de Teno

El Planchón forma un grupo de volcánico interrelacionado con los cercanos Peteroa y Azufre. Existen registros históricos de 19 episodios de actividad mayor ocurridos en el conjunto, entre 1660 y 1998, que en su mayoría se asocian a actividad de cráteres que se han formado en una depresión ubicada entre las cumbres de los dos volcanes principales (Planchón y Peteroa), pero más cercanos al Planchón.
El 7 de noviembre de 2018 a las 10:20 AM Aprox se registra una erupción de mediana magnitud.

## Actividad en tiempos históricos
Estas son las erupciones registradas en el grupo Planchón-Azufre-Peteroa:
- 1660: s/d
- 1751 (noviembre): Erupción explosiva. Calificada como nivel 2 en la escala IEV.
- 1762 (3 de diciembre): La mayor explosión en tiempos históricos. Erupción explosiva y lahares. IEV nivel 4.
- 1835: No explosiva. IEV nivel 2.
- 1837 (febrero): Erupción explosiva, flujos de lava y lahares. IEV nivel 2.
- 1842: s/d
- 1860: Erupción explosiva. IEV nivel 2.
- 1869: s/d
- 1872: s/d
- 1878: No explosiva. IEV nivel 2.
- 1889: Erupción explosiva. IEV nivel 2.
- 1932: Erupción explosiva (2 de julio).
- 1937: Erupción explosiva y flujos de lava. IEV nivel 2.
- 1938: Erupción explosiva, explosiones freáticas. IEV nivel 2.
- 1959: Erupción explosiva, explosiones freáticas. IEV nivel 1.
- 1960: Erupción explosiva, explosiones freáticas. IEV nivel 1.
- 1962: Erupción explosiva. IEV nivel 1.
- 1967: Explosiones freáticas. IEV nivel 1 (?).
- 1991: Erupción explosiva y lahares. IEV nivel 2.
- 1998: Erupción explosiva, explosiones freáticas. IEV nivel 1.
- 2011: No explosiva. IEV nivel 2. (3 de octubre)
- 2016: 22 de enero, Sernageomin declara alerta amarilla por aumento de sismicidad en la zona.
- 2018: Explosión freática. IEV nivel 1.

## Lahar Teno
El grupo Planchón-Azufre-Peteroa se formó en el Pleistoceno. Uno de los mayores eventos de la historia geológica del Planchón ocurrió a principios del Holoceno, 7000 años atrás, cuando colapsó la mitad Oeste de su edificio, ocasionando una avalancha lahárica que bajó 75 km por el curso del río Teno, hacia Chile, en un hecho conocido como el Lahar Teno. Aparentemente, este evento se relaciona con una gran erupción pliniana que eyectó grandes masas de tefra pumícea, que se depositó exclusivamente del lado argentino.

## El Planchón en la historia
Durante la independencia, en 1817, a los pies de la ladera Norte del Planchón pasó una de las columnas secundarias del Ejército de los Andes, bajó el mando de Ramón Freire, con la misión de tomar Talca y operar en conjunto con las partidas guerrilleras de la zona.